# وليم شارب ماكلي
كان وِلْيَم شارب ماكلي (أو ببساطة مكلي) (21 يوليو 1792 - 26 يناير 1865) موظفًا مدنيًا بريطانيًا وعالم حشرات.
بعد تخرجه، عمل في السفارة البريطانية في باريس، بعد اهتمامه بالتاريخ الطبيعي في نفس الوقت، نشر مقالات عن الحشرات ومقارنتها مع تشارلز داروين.
انتقل ماكلي إلى هافانا، كوبا ، حيث عمل مفوضًا للتحكيم، وقاضيًا مفوضًا، ثم قاضي. وبعد التقاعد ، هاجر إلى أستراليا، حيث واصل جمع الحشرات ودرس التاريخ الطبيعي البحري.